# フィッツ＝ジェイムズ・オブライエン
フィッツ＝ジェイムズ・オブライエン（Fitz James O'Brien、1828年12月31日 - 1862年4月6日）はアメリカ合衆国の小説家、詩人。今日のSFの先駆けとも言える作品を残している。

## 略歴
1828年アイルランドコーク県で裕福な家庭の一人息子として生まれる。11歳の時高名な弁護士であった父を喪い、母の再婚に伴いリムリック県へ移る。ダブリン大学トリニティ・カレッジへ進学する。しかし卒業記録はなく、イギリス軍に入隊していたと考えられている。1849年祖父の遺産を相続し、大学を離れロンドンへ行き社交界へ加わる。詩作に励む傍ら、ロンドン万国博覧会に賛同する小冊子の編集に携わり、また奢侈を尽くした生活により、2年半で8000ポンドもの相続財産を使い果たしてしまう。1852年フィッツ・ジェイムズと名を変えアメリカ合衆国へと渡り、本格的な執筆活動を開始する。
オブライエンは大学在学中に詩才の片鱗を見せ始め、ロンドン時代にはディケンズの編集するハウスホールド・ワーズ誌等で発表を行っていた。1856年には彼の二編の詩 Loch Ine と Irish Castles を収録した The Ballads of Ireland が出版される。
アメリカで書かれた最初の作品は、ジョン・ブロアム編集によるコミック・ペーパー The Lantern に寄稿された。続いてホーム・ジャーナル誌やニューヨーク・タイムズ紙、アメリカン・ウィッグ・レビュー誌で執筆を行った。1853年2月彼は文筆歴の重要な転機となるハーパーズ・マガジン誌と結びつきを持ち、オブライエンはハーパーズ・ニュー・マンスリイ・マガジン誌に60を越える小説・詩を寄稿した。またニューヨークのサタデー・プレス誌や、Putnam's Magazine 誌、Vanity Fair 誌、アトランティック・マンスリイ誌などでも作品を発表しており、特にアトランティック・マンスリイ誌では「金剛石のレンズ」、「ワンダースミス」など珠玉の短編が掲載された。
「金剛石のレンズ」はダイヤモンドのレンズを使った顕微鏡により、水滴の中に完璧な美を持つ女性を見いだした研究者の物語を描いた短編であり、恐らくは彼の作品でもっとも有名な作品である。「ワンダースミス」は、ロボットの反乱を描いた先駆的な作品で、邪悪な魂を吹き込まれ動くようになった人形が、創造主に反する様を描く。1858年発表の Horrors Unknown と呼ばれる短編は、後年にサム・モスコウィッツにより「『不思議の国のアリス』以前におけるシュールリアリスティック・フィクションの最高傑作」と述べられている。「あれは何だったのか」は、小説において透明な生物を扱った、最初の例の一つとして知られている。
また劇作にも手を広げており、ジェームズ・ウィリアム・ウォラックのために A Gentleman from Ireland を制作し、1世代の間上演された。また他にも幾つか舞台の脚本と脚色を仕上げ、しかしそれらの上演期間は短かった。
ニューヨークではボヘミアンの華美な一団と交友関係を結び、再び瀟洒な生活を送った。またジョン・ブロアムやブロードウェイのプファフに饗される毎週の晩餐で、オブライエンはパーティーを盛り上げる中心となっていた。
1861年南北戦争の勃発と共に、北部陣営ニューヨーク州兵軍第7連隊に入隊。前線に行くことを望み、ワシントンD.C.側のキャンプ・カメロンへと送られた。彼の連隊がニューヨークへ帰還した時には、フレデリック・W・ランダー准将の幕僚に加わっていた。1862年2月26日小競り合いで左肩に重傷を負い、左肩切断にまで到る。そして4月6日メリーランド州カンバーランドで33歳、早すぎる死を迎える。
死後友人のウィリアム・ウィンターの編纂により、13篇の短編と多くの詩を収録した著作集『フィッツ＝ジェイムズ・オブライエンの詩と小説』が出版される。その後エドワード・J・オブライエンらにより短編集が刊行されるが、いずれもウィンターの著作集の再録であり、オブライエンの残した作品は日の目を見ないまま時は過ぎていった。しかし20世紀後半になり、新たに6作品が発掘され、1988年にはジェシカ・アマンダ・サルモンスンらにより25篇を収録した『オブライエン超自然小説集』全2巻が刊行される。

## 作品リスト
- アラビアン・ナイトメア (An Arabian Nightmare 1851)
- 幻の光 (The Phantom Light)
- 絶対の秘密 (A Dead Secret 1853)
- ボヘミアン (The Bohemian 1855)
- チューリップの鉢 (The Pot of Tulips 1855)
- 手妻使いパイオウ・ルウの所有せる龍の牙 (The Dragon Fang Possessed by the Conjurer Piou-Lu 1856)
- 世界を見る (Seeing the World 1857)
- 金剛石のレンズ (The Diamond Lens 1858)

- 手から口へ (From Hand to Mouth 1858)
- 鐘つきジューバル (Jubal, the Ringer 1858)
- なくした部屋 (The Lost Room 1858)
- 金塊 (The Golden Ingot 1858)
- あれは何だったのか (What Was It? 1859)
- ワンダースミス (The Wondersmith 1859)
- ミリイ・ダヴ (Milly Dove)
- パールの母 (Mother of Pearl 1860)
- 墓を愛した子供 (The Child Who Loved a Grave 1861)
- いかにして重力を克服したか (How I Overcame My Gravity 1864)

### 日本語訳
- 大瀧啓裕訳『失われた部屋』 サンリオSF文庫、1979年（全10篇）
- 大瀧啓裕訳『金剛石のレンズ』 東京創元社〈創元推理文庫〉、2008年（全14篇）
- 南條竹則訳 『不思議屋／ダイヤモンドのレンズ』 光文社古典新訳文庫、2014年（全8篇）

## 参考記事
- オブライエン『金剛石のレンズ』創元推理文庫、訳者解説
- "The Lost Room" at Fantastic Horror
- Discussion of "What Was it?"
- Initial text from the public domain Appleton's Cyclopedia of American Biography (1887-1889)